# Iglesia de Santa María (Ginestarre)
Santa María de Ginestarre es una iglesia románica situada en el agregado de Ginestarre, dentro del término municipal de Esterri de Cardós , en la comarca catalana del Pallars Sobirá.

## Arquitectura
Se trata de un templo de aspecto sencillo y pequeñas dimensiones. Es de nave única y cubierta de madera. Tiene un campanario adosado de planta cuadrada y un par de capillas laterales construidas en el siglo XVII. El ábside, semicircular, está decorado en el exterior con unos arcos lombardos.
Cada una de las capillas laterales cuenta con un retablo de estilo barroco. En el interior se conserva también parte de una pila bautismal del siglo XIII.

## Pinturas
El elemento más destacado son sus pinturas murales, conservadas en el Museo Nacional de Arte de Cataluña. Las pinturas cubrían el ábside y se conservan casi completas. Son pinturas al fresco realizadas en el siglo XII y se relacionan con las pinturas de Sant Pere de Sorpe.
En la parte superior, que cubre toda la cúpula, aparece representanda la imagen de Cristo en actitud mayestática. Está rodeado por los tetramorfos y enmarcado por una mandorla con cenefas a modo de decoración. El fondo de esta pintura tiene tres franjas de distintos colores: un tono oscuro en la parte superior, ocre en la zona central y azul en la  inferior.
En la zona central del fresco aparecen ocho figuras que representan a diversos apóstoles y a la Virgen María. Todos están en posición frontal y con algún elemento identificador (con la excepción de una de estas figuras que no se ha podido identificar)
El arco triunfal también estaba cubierto con pinturas aunque están más deterioradas. Se trata de ornamentaciones geométricas realizadas en varios colores. En el intradós, también deteriorado aparecen representadas diversas escenas e imágenes, como la del Agnus Dei  o algunas figuras sin identificar.

## Talla de la Virgen

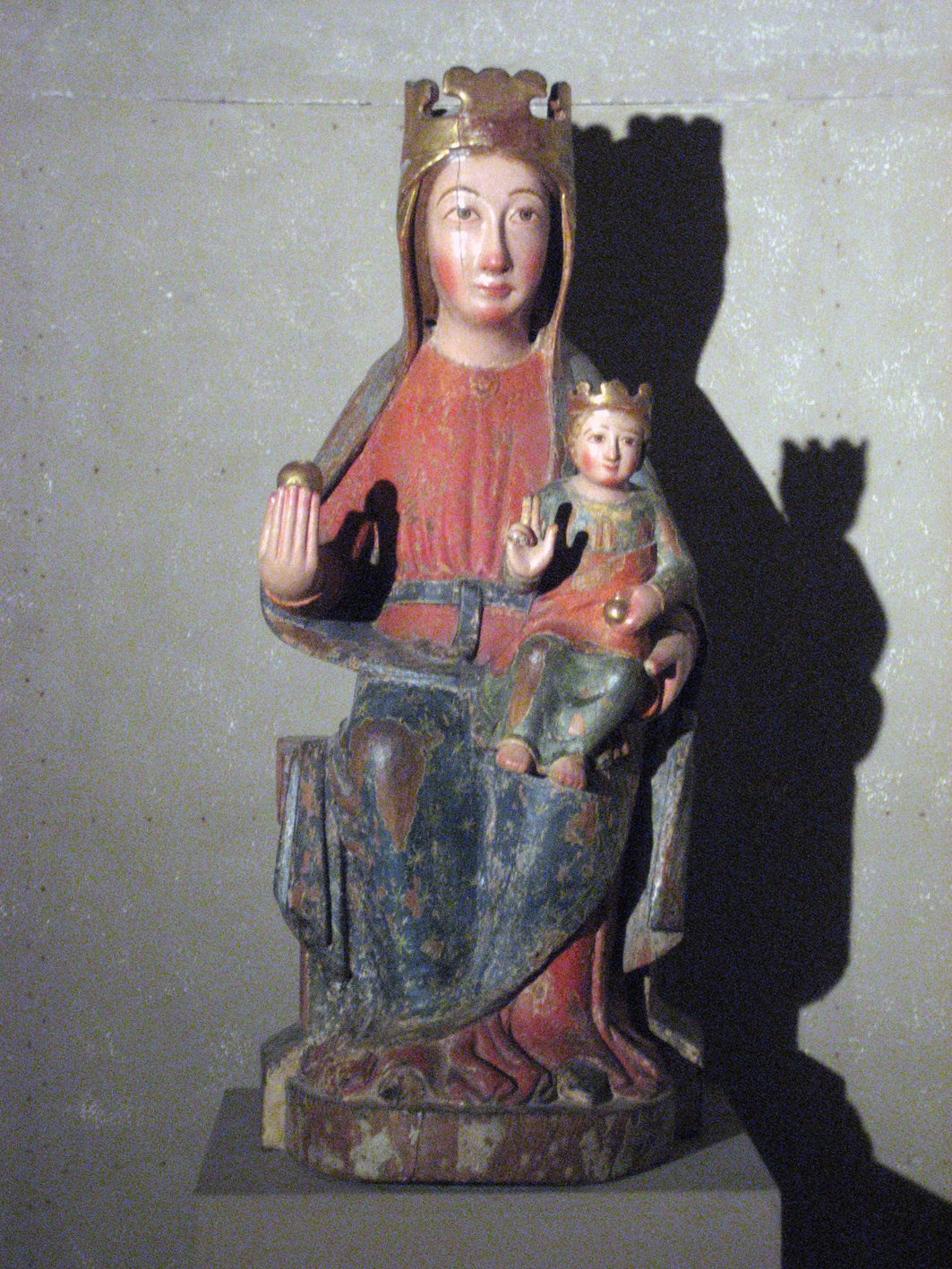
Virgen románica de Ginestarre.

La Virgen de Ginestarre es una talla románica de madera  policromada conservada en el Museo Diocesano de Urgel, en la Seu d'Urgell. Se encuentra en muy buen estado. Su tamaño es de 1,07 metros de altura, lo que hace que sea de las vírgenes mayores de la zona. La imagen de la Virgen está coronada y cubierta, cabeza, hombros y parte del brazo derecho, por un velo azul ribeteado por un galón de oro. Sostiene en la mano derecha, palma arriba y en las puntas de los deddos también hacia loi alto, una pequeña bola del mundo. El Niño está sentado en el regazo de la Madre, encima de la rodilla izquierda. Está en actitud de bendecir con la derecha, y va vestido con una túnica verdosa, encima de la cual lleva un manto rojo.